# 만노정
만노정(일본어: まんのう町)은 일본 가가와현 나카타도군의 정이다.

## 지리
가가와현 남서부, 사누키 산맥 북부에 위치하고 구릉지가 펼쳐져 있다. 정의 중앙에는 일본 제일로 여겨지는 만노지(満濃池)로 대표되는 크고 작은 500개 남짓의 저수지가 있다. 정의 남북으로 도키강(1급 하천)이 흐르고 서쪽에는 세이산 지방으로 흐르는 사이타강이 있다. 도키강을 따라 국도 438호선이 지나고 산토 터널은 도쿠시마현으로 통한다.

## 역사
- 2006년 3월 20일 - 나카타도군의 고토나미정(琴南町), 주난정(仲南町), 만노정(満濃町)이 합병(신설 합병)해 만노정(まんのう町)이 되었다.

## 교통

### 철도
- 시코쿠 여객철도 도산선
- 다카마쓰코토히라 전기 철도 고토히라선

### 도로
- 국도 제32호선
- 국도 제377호선 (일본)(일본어판)
- 국도 제438호선 (일본)(일본어판)